# Ryzykowna gra (serial telewizyjny)
Ryzykowna gra (Harsh Realm, 1999-2000) – serial telewizyjny science fiction stworzony przez Chrisa Cartera (twórcę "Z archiwum X"), luźno zainspirowany komiksem pod tym samym tytułem. Serial autorstwa Jamesa D. Hudnalla i Andrew Paquette'a. Po wyświetleniu zaledwie 3 z 9 wyprodukowanych odcinków, wytwórnia FOX zdjęła serial z anteny ze względu na niskie notowania wśród widowni telewizyjnej. Wszystkie dziewięć odcinków wyemitowano w kwietniu 2000 roku na antenie telewizji FX. Wyświetlany w Polsce przez stację Polsat na początku 2001 roku. Wyemitowano wszystkie zrealizowane odcinki.

## Fabuła
Serial opowiada historię młodego porucznika, który bierze udział w testach programu opartego na rzeczywistości wirtualnej, który niebezpiecznie zaczyna przenikać do prawdziwego świata. Panowanie w wirtualnym świecie objął jeden ze zbuntowanych żołnierzy - Santiago. Tom Hobbes musi go powstrzymać, wraz z pomocą dwójki poznanych przyjaciół: Mika'a Pinocchio oraz tajemniczej kobiety - Florence.

## Obsada
- Scott Bairstow – por. Thomas Hobbes
- Terry O’Quinn – gen. Omar Santiago
- D.B. Sweeney – Mike Pinocchio
- Rachel Hayward – Florence
- Sarah-Jane Redmond – Inga Fossa
- Samantha Mathis – Sophie Green

i inni

## Odcinki
| Lp. | Tytuł oryginalny | Premiera amerykańska                                                           | Premiera polska                                                                |
| --- | ---------------- | ------------------------------------------------------------------------------ | ------------------------------------------------------------------------------ |
| 1.  | Pilot            | 8 października 1999                                                            | 7 stycznia 2001                                                                |
| 2.  | Leviathan        | 15 października 1999                                                           | 13 stycznia 2001                                                               |
| 3.  | Inga Fossa       | 22 października 1999                                                           | 20 stycznia 2001                                                               |
| 4.  | Kein Ausgang     | 14 kwietnia 2000                                                               | 27 stycznia 2001                                                               |
| 5.  | Reunion          | 21 kwietnia 2000                                                               | 3 lutego 2001                                                                  |
| 6.  | Three Percenters | 28 kwietnia 2000                                                               | 10 lutego 2001                                                                 |
| 7.  | Manus Domini     | 5 maja 2000                                                                    | 17 lutego 2001                                                                 |
| 8.  | Cincinnati       | 12 maja 2000                                                                   | 20 lutego 2001                                                                 |
| 9.  | Camera Obscura   | 19 maja 2000                                                                   | 27 lutego 2001                                                                 |
| 10. | Circe            | Odcinek nie został wyprodukowany, został wyłącznie udostępniony w sieci skrypt | Odcinek nie został wyprodukowany, został wyłącznie udostępniony w sieci skrypt |